# Gornja Crnuća
Gornja Crnuća (en serbe cyrillique : Горња Црнућа ; ) est un village de Serbie situé dans la municipalité de Gornji Milanovac, district de Moravica. Au recensement de 2011, il comptait 177 habitants.

## Histoire
Bien que ce soit pour une courte période, Gornja Crnuća peut être considérée comme la première capitale de la principauté de Serbie à l'époque du prince Miloš Obrenović. Le konak du prince Miloš, situé dans le village et construit en bois en 1813, servit de résidence à Miloš pendant deux ans et c'est là qu'il prit la décision de lancer le second soulèvement serbe contre les Ottomans. Le konak abrite aujourd'hui une exposition permanente rassemblant des copies de documents, des photographies et des objets liés à cette période d'insurrection. La chambre du prince a conservé une partie de son mobilier ancien et un poêle en tuiles. En raison de son importance historique, ce konak figure sur la liste des monuments culturels d'importance exceptionnelle de la république de Serbie.

## Démographie

### Évolution historique de la population
| 1948 | 1953 | 1961 | 1971 | 1981 | 1991 | 2002 | 2011 |
| ---- | ---- | ---- | ---- | ---- | ---- | ---- | ---- |
| 712  | 668  | 619  | 483  | 413  | 319  | 239  | 177  |

|  |